# Muñogalindo
Muñogalindo – gmina w Hiszpanii, w prowincji Ávila, w Kastylii i León, o powierzchni 18,77 km². W 2011 roku gmina liczyła 401 mieszkańców.